# Attala County
Attala County is een county in de Amerikaanse staat Mississippi.
De county heeft een landoppervlakte van 1.904 km² en telt 19.661 inwoners (volkstelling 2000). De hoofdplaats is Kosciusko.